# Град Крагујевац
Град Крагујевац је град у Шумадијском округу у централној Србији. Средиште града као и округа је градско насеље Крагујевац. Према подацима са последњег пописа 2022. године у граду је живело 171.186 становника (према попису из 2011. било је 179.471 становника).

## Географија
Територија града Крагујевца се налази у средишњем делу Србије. Она је смештена у источном пределу Шумадије и захвата углавном сливно подручје Лепенице, на обронцима планина Рудник, Црни врх и Гледићких планина. Крагујевац је административно средиште града, налази се у централном делу градске територије.
Град Крагујевац се граничи на северу општином Тополом, на североистоку општином Рачом и општином Баточином, истоку градом Јагодином, југу са општином Рековац, југозападу територијом града Краљева, на западу општином Кнић и северозападу општином Горњим Милановац.
Налази се на надморској висини од 185 до 220 m. а има површину од 835 km². Главни град Београд је удаљен око 140 km. Земљишни фонд је 83.475ha, од чега 63,9% припада руралном подручју, а 36,1% територије припада урбаној зони града. Броји укупно 57 насеља просечне величине од 14,65 km² и 62 катастарске општине просечне величине од 13,48 km².
Крагујевац је са Коридором X повезан Државним путем IБ реда 24, Баточина — Крагујевац који је у наредном периоду требало да постане ауто–пут. Пут је већим делом магистрални пут са две саобраћајне траке, док је деоница између Градца и Крагујевца изграђена као ауто-пут у конфигурацији 2+2, са одвојеним тракама за саобраћај, зауставним тракама и раскрсницама ван нивоа. Међутим за саобраћај је до сада пуштена само деоница од Крагујевца до Ботуња.

### Клима
У Крагујевцу влада умерено-континентална клима.
- Надморска висина 180—220m
- Најхладнији месец — јануар -5 °C
- Најтоплији месец — јул +27 °C
- Просечна годишња температура +11.5 °C
- Највлажнији месец — децембар — влажност 79%
- Најсувљи месец — септембар — влажност 39%
- Просечна годишња количина падавина 550 l/m²
- Дани са температуром преко 25 °C — 92
- Број ледених дана (испод нуле) — 96
- Број дана под снегом — 34 (највише јануар)
- Највише падавина — јун — просек 83 l/m²
- Најмање падавина — фебруар — просек 32 l/m²
- Просечан број сунчаних сати — 5.5 h/дан
- Најмањи број сунчаних сати — децембар 2.1 h/дан
- Највећи број сунчаних сати — јун 8.8 h/дан

### Рељеф
На територији града Крагујевца разликујемо у погледу рељефа виши планински, средњи побрђе и ниски равничарски део. Побрђе које обухвата највећи део, простире се од села Ђурисела до села Лужнице на западу и побрђе источног обода од села Трмбаса до села Ботуња, као и побрђе по дну крагујевачке котлине. Високо побрђе јавља се по дну и ободу Горњолевачке котлине у Горњој и Доњој Сабанти, Великим Пчелицама и Великој Сугубини. У Крагујевачкој котлини јавља се углавном ниже побрђе, и то на простору од Корићана до села Ресника која се налазе са леве стране Лепенице и до села Ботуња са десне стране ове реке. Најпознатија и највећа брда на подручју града Крагујевца су: Жежељ (481m) у селу Доња Сабанта, Ливада (480m) у селу Горња Сабанта, Голија (450m) у селу Букоровац, Градина (416m) у селу Доње Грбице, Шљивовачка главица (495m) у селу Шљивовац, Рујевица (472m) у селу Драча.
На истоку територије Града пружају се обронци Црног врха, планине високе 707 m. Познатији врхови су: Селаково брдо (541m) у Великој Сугубини, Котрљане (570m) у Букоровцу, Дренак (553m) у Горњим Комарицама, Печене Ливаде (500m) у Доњим Комарицама. Највиши врхови на Гледићким планинама које се пружају од Западне Мораве до Крагујевца су Стражара (652m) у Доњој Сабанти, Гувниште (657m) у Великим Пчелицама, Клик (517m) у Грошници, Вучја коса (587m) у Аџиним Ливадама, Црни врх (895m) у Дулену и др.

### Хидрографија
На подручју града има преко 400 извора, па се може рећи да у просеку један извор долази на један квадратни километар. Река има доста, али су слабе водом. Лепеница је највећа река и извире на Гледићким планинама, а поред Крагујевца тече кроз општину баточина и улива се након 48 km у Велику Мораву на територији Лапова. Она има многобројне притоке: Драчку реку, Дивостински поток, Ердоглијски поток, Сушички поток, Петровачку реку и Цветојевачки поток, Грошничку реку, Ждраљицу, Бреснички поток и Кормански поток. Поред Лепенице значајне су и Дуленска река, Белица и Осаница.
Постоји неколико вештачких језера, док природних нема. Шумаричко језеро има декоративан значај. Подигнуто је са циљем улепшавања спомен парка Шумарице. Ово језеро има велику посећеност, нарочито током летњег периода, такође је једно од најпознатијих купалишта у Шумадији. Дуго је 1.500 метара, а широко 175 метара. Заузима површину од око 22 хектара.
Језеро Бубањ спада у вештачка језера али је оно настало природним путем. У почетку, на подручју данашњег језера, је било неколико мањих локви. Локве су расле и од њих је настало мало језеро, које се постепено повећавало. Оно је површине преко 3 ha и просечне дубине је око 1,2 m. Напаја се са јаког извора Бубањ и падавинама.
Грошничко језеро је вештачко језеро на Грошничкој реци и грађено је у периоду 1931—1938. године, а 1957. је надвишена брана за 5,5 метара. Касније је ова акумулација повезана са акумулацијом на Дуленској реци (Дуленка) из које се пребацује вода у језеро. Језеро је направљено за потребе снабдевања Крагујевца водом.

## Становништво
| Етнички састав према попису из 2011.‍ | Етнички састав према попису из 2011.‍ | Етнички састав према попису из 2011.‍ | Етнички састав према попису из 2011.‍ | Етнички састав према попису из 2011.‍ |
| ------------------------------------ | ------------------------------------ | ------------------------------------ | ------------------------------------ | ------------------------------------ |
|                                      |                                      |                                      |                                      |                                      |
| Срби                                 | Срби                                 |                                      | 172.052                              | 95,89%                               |
| Роми                                 | Роми                                 |                                      | 1.482                                | 0,82%                                |
| Црногорци                            | Црногорци                            |                                      | 645                                  | 0,36%                                |
| Македонци                            | Македонци                            |                                      | 297                                  | 0,16%                                |
| Хрвати                               | Хрвати                               |                                      | 192                                  | 0,10%                                |
| Југословени                          | Југословени                          |                                      | 175                                  | 0,09%                                |
| Горанци                              | Горанци                              |                                      | 101                                  | 0,05%                                |
| Муслимани                            | Муслимани                            |                                      | 97                                   | 0,05%                                |
| Бугари                               | Бугари                               |                                      | 41                                   | 0,02%                                |
| Руси                                 | Руси                                 |                                      | 40                                   | 0,02%                                |
| Бошњаци                              | Бошњаци                              |                                      | 37                                   | 0,02%                                |
| Мађари                               | Мађари                               |                                      | 37                                   | 0,02%                                |
| Словенци                             | Словенци                             |                                      | 34                                   | 0,01%                                |
| Албанци                              | Албанци                              |                                      | 27                                   | 0,01%                                |
| Украјинци                            | Украјинци                            |                                      | 18                                   | 0,01%                                |
| Румуни                               | Румуни                               |                                      | 17                                   | 0,01%                                |
| Словаци                              | Словаци                              |                                      | 16                                   | 0,01%                                |
| Власи                                | Власи                                |                                      | 7                                    | 0,01%                                |
| Русини                               | Русини                               |                                      | 6                                    | 0,01%                                |
| Буњевци                              | Буњевци                              |                                      | 4                                    | 0,01%                                |
| Немци                                | Немци                                |                                      | 4                                    | 0,01%                                |
| Остали                               | Остали                               |                                      | 231                                  | 0,13%                                |
| Неизјашњени                          | Неизјашњени                          |                                      | 2.033                                | 1,13%                                |
| Непознато                            | Непознато                            |                                      | 1.613                                | 0,90%                                |
| Регионална припадност                | Регионална припадност                |                                      | 211                                  | 0,11%                                |
| укупно: 179.417                      |                                      |                                      |                                      |                                      |

## Градска власт
Резултати локалних избора 2012.:
| Партија                                                                    | Број гласова | Бр. посланика |
| -------------------------------------------------------------------------- | ------------ | ------------- |
| Уједињени региони Србије — Верољуб Стевановић                              | 34.319       | 37            |
| Покренимо Крагујевац (СНС, НС и ПС) — Томислав Николић                     | 16.694       | 18            |
| Избор за бољи живот (ДС, СДПС) — Борис Тадић                               | 11.676       | 12            |
| Ивица Дачић (СПС, ПУПС) — Славица Ђукић Дејановић                          | 9.193        | 10            |
| Коалиција „Преокрет“ (ЛДП, СПО и СДУ) — Чедомир Јовановић                  | 5.149        | 5             |
| Демократска странка Србије — Војислав Коштуница                            | 4.864        | 5             |
| Двери за живот Србије                                                      | 2.948        | 0             |
| Српска радикална странка — Александар Мартиновић                           | 2.717        | 0             |
| Социјалдемократски савез, Социјалдемократски покрет — Драгутин Станојловић | 696          | 0             |
| Нова социјалдемократија — Душан Јањић                                      | 2.717        | 0             |

Након локалних избора 2012. године по четврти пут је за градоначелника изабран Верољуб Стевановић из Уједињених региона Србије. Међутим, у октобру 2014. је он разрешен са функције и на његово место је изабран Радомир Николић из Српске напредне странке.

## Насеља
Крагујевац је административно и политички од 2002. до 2008. године био организован као град са 5 градских општина: Аеродром, Пивара, Станово, Стари град и Страгари.
Изменама Статута града од 2008. године . укинуте су градске општине, али је остављена могућност каснијег формирања градских општина у члану 3. важећег статута града
У Крагујевцу има 57 насеља
| - Аџине Ливаде - Баљковац - Ботуње - Букоровац - Велика Сугубина - Велике Пчелице - Велики Шењ - Вињиште - Влакча - Голочело - Горња Сабанта - Горње Грбице - Горње Јарушице - Горње Комарице - Грошница | - Десимировац - Дивостин - Добрача - Доња Сабанта - Доње Грбице - Доње Комарице - Драгобраћа - Драча - Дреновац - Дулене - Ђурисело - Ердеч - Јабучје - Јовановац | - Каменица - Корман - Котража - Крагујевац - Кутлово - Лужнице - Љубичевац - Мала Врбица - Мали Шењ - Маршић - Маслошево - Миронић - Нови Милановац - Опорница | - Пајазитово - Поскурице - Прекопеча - Рамаћа - Ресник - Рогојевац - Страгари - Трешњевак - Трмбас - Угљаревац - Цветојевац - Церовац - Чумић - Шљивовац |

## Знаменитости
Цела територија града обилује културним и историјским знаменитостима. У самом граду неке од њих су: Народни музеј Крагујевац, Књажевско-српски театар, Спомен-парк Крагујевачки октобар, Амиџин конак, Музеј Стара ливница, Саборна црква у Крагујевцу, Стара црква, Стара скупштина, Саборна црква у Крагујевцу, Акваријум Крагујевац и др.
На простору града се налази и велики број манастира: Манастир Благовештење Рудничко у Страгарима, Манастир Вољавча у Страгарима, Манастир Денковац у Великим Пчелицама, Манастир Дивостин у Дивостину и Манастир Драча у Драчи, Манастир Ралетинац у Великим Пчелицама

## Спорт
У граду постоји 111 клубова у 29 спортских грана. Спортско друштво Раднички је најпознатије спортско друштво у Крагујевцу, а фудбалски савез Крагујевца је најбројнији савез са 49 клубова. Фудбалски савез Крагујевца организује и три градске лиге које представљају пети, шести и седми степен такмичења у Србији. Неки од фудбалски клубова у Крагујевца су: ФК Раднички 1923, ФК Шумадија 1903 (један од најстаријих клубова у Србији), Победа из Белошевца.
КМФ Економац је најуспешнији клуб у Србији у малом фудбалу. Седмоструки је првак Србије и редовни учесник Лиге шампиона. ОК Раднички је два пута био првак Србије у сезонама 2008/09 и 2009/10, а Куп Србије 2007/08. ВК Раднички је освајач Купа Европе 2013. године.
Постоји још низ клубова који су учесници највиших такмичења: ЖКК Раднички, РК Раднички, ЖРК Раднички, Вајлд борси Крагујевац, Вајлд кетс Крагујевац и др.

## Галерија
- КБЦ Крагујевац - Верољуб Атанасијевић 1992. год.
- Поглед на језеро у Крагујевцу
- ЈКП Нискоградња Крагујевац
- Саборна црква Успења пресвете Богородице, Крагујевац
- Крагујевац, око 1935. године.
- Друга гимназија Крагујевац Верољуб Атанасијевић 2000. год.
- Спомен обележје Радомиру Путнику у Крагујевцу.
- Крагујевац колаж
- Крст Станово, Општина Крагујевац, Шумадијски округ, Србија